# Enicospilus lanafius
Enicospilus lanafius là một loài tò vò trong họ Ichneumonidae.